# سرجان بالیاک
سرجان بالیاک (صربی: Srđan Baljak؛ زادهٔ ۲۵ نوامبر ۱۹۷۸) بازیکن فوتبال اهل صربستان بود.
از باشگاه‌هایی که در آن بازی کرده‌است می‌توان به باشگاه فوتبال ماینتس ۰۵، باشگاه فوتبال دویسبورگ، باشگاه فوتبال شوالان، باشگاه فوتبال پارتیزان، و باشگاه فوتبال هوکایدو کونسادول ساپورو اشاره کرد.